# Fork Factory Brook
Fork Factory Brook ist ein 135 Acres (54,6 ha) großes Naturschutzgebiet bei der Stadt Medfield im Bundesstaat Massachusetts der Vereinigten Staaten, das von der Organisation The Trustees of Reservations verwaltet wird.

## Geschichte und das heutige Schutzgebiet
Im 18. Jahrhundert befand sich auf dem Gelände des heutigen Schutzgebiets die Long Acre Farm. Dieser landwirtschaftliche Betrieb war auf die Selbstversorgung ausgelegt und verfügte über Viehbestände, baute Feldfrüchte an und erntete Heu. Ferner wurden dort Seile aus Hanf hergestellt sowie Flachsfasern und Wolle verarbeitet. Ergänzt wurde das Angebot um Butter und Käse sowie die Weiterverarbeitung tierischer Nebenprodukte zu Kerzen und Schuhen.
In der Nachbarschaft unterhielt ab 1771 Joshua Morse am Mill Brook eine Getreidemühle. Ende der 1830er Jahre kaufte Henry Partridge zwei weitere Mühlen; eine zur Produktion von Nägeln an der Südseite der heutigen Massachusetts Route 109 und eine Getreidemühle an der Nordseite der Straße. Er baute beide so um, dass sie gemeinsam eine Fabrik zur Herstellung von Gabeln bildeten (englisch fork factory), wonach das heutige Schutzgebiet benannt wurde.
Partridge hatte gemeinsam mit seinem Schwager Malachi Babcock, einem Schmied, einen qualitativ sehr hochwertigen Stahl entwickelt, den sie bereits in ihrer Fabrik in Sherborn (Massachusetts) einsetzten, um Werkzeuge wie Harken, Beile, Messer, Breitäxte und Pflüge herzustellen. Der Standort in Medfield war für sie eine willkommene Gelegenheit, ihre Unternehmung auszubauen und um Landwirtschaftsbedarf wie Heugabeln, Schaufeln, Spaten und Hacken zu ergänzen. Der Bedarf der Region war angesichts einer Jahresproduktion von mehr als 1000 Tonnen Heu und umfangreichen Viehbeständen sehr groß, so dass sich der Umbau der beiden ehemaligen Mühlen schnell rentierte. Später baute Partridge noch eine weitere Mühle, um Granit schneiden zu können.
Nach dem Sezessionskrieg nutzten neue Eigentümer die Fabrik für das Zuschneiden von Papier, mussten jedoch mit der zunehmenden Konkurrenz der Kohle nutzenden Industrie ihren Betrieb aufgeben. Als die Stadt 1927 beschloss, die Main Street (Route 109) zu verbreitern, wurde das Fabrikgebäude abgerissen und der Granit für die Errichtung eines Hauses an der Foundry Street wiederverwendet. Heute befindet sich ein Großteil des ehemaligen Fabrikgeländes direkt unter dem Asphalt der Route 109. Nur wenige Überreste sind noch sichtbar.
Das erste Teilstück des heutigen Schutzgebiets wurde den Trustees 1966 geschenkt. 1978 wurde ein weiterer Teil erworben, eine ergänzende Schenkung folgte 1985.
Den Besuchern stehen 1,5 mi (2,4 km) Wanderwege zur Verfügung.